# Structure oméga-automatique
Une structure oméga-automatique est une structure représentée par des automates finis acceptant des mots infinis.
Ces structures constituent une extension des structures automatiques pour des ensembles ayant la  puissance du continu. Elles possèdent les mêmes propriétés de décidabilité au premier ordre que ces dernières.